# Willy Pelzner

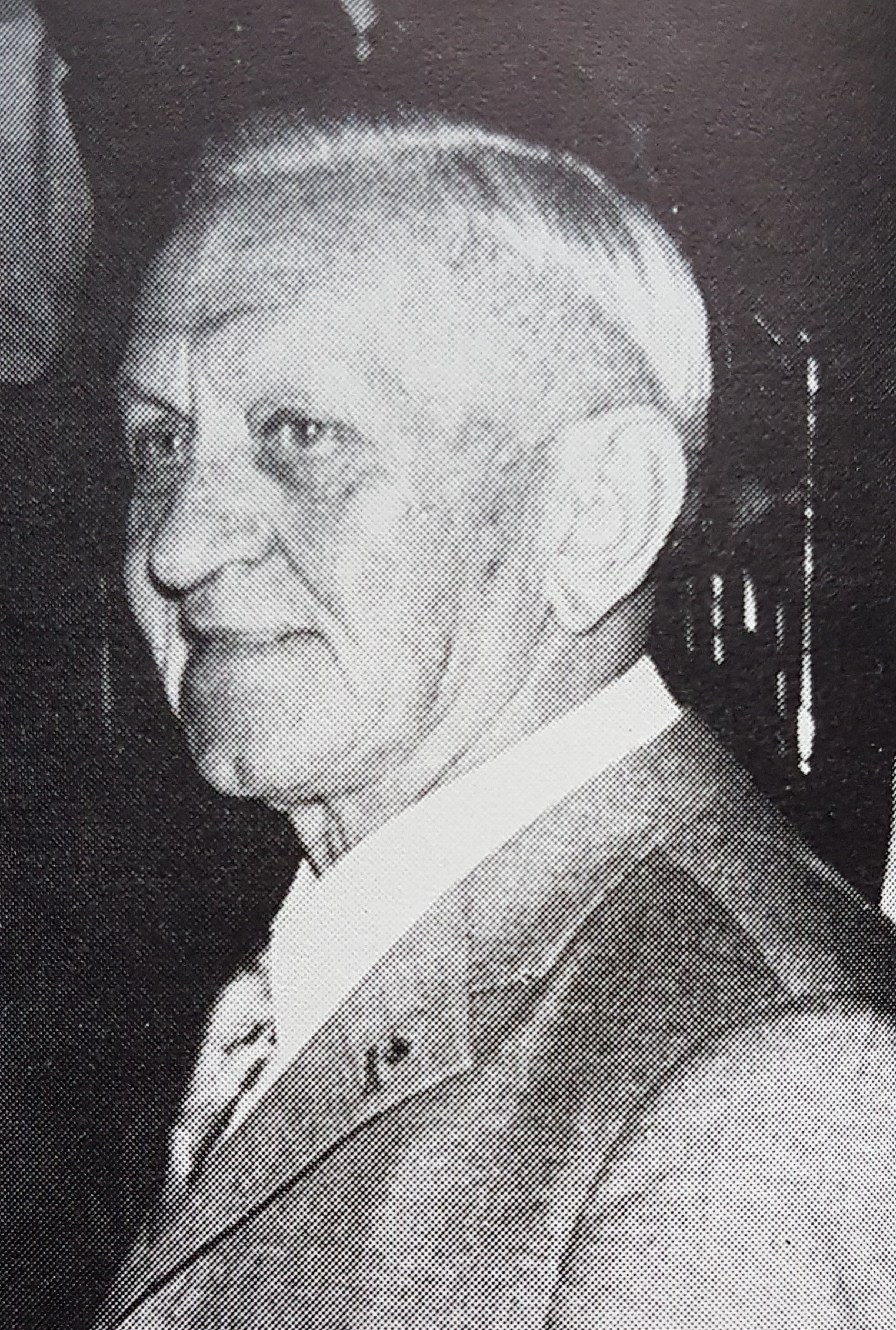
Willy Pelzner

Willy Pelzner, född 1 juni 1900 i Nürnberg, död 23 juli 1977, var en tysk flygplanskonstruktör och segelflygpionjär, som även verkade i Sverige 1923-1935.

## Biografi
Under tonåren byggde och konstruerade Pelzner modellflygplan med sådan framgång att han fick leverera flygplan till en lokal sportaffär i hemstaden. Han slog världsrekord för modellflygplan och var instruktör i den lokala flygskolan. 1918 tvingades han att avlägga nödexamen för att kunna kallas ut i första världskriget. När freden kom studerade han fysik, kemi och matematik vid Erlangens universitet. Med bidrag från Nordbayerishe Luftsportverbund kunde han bygga en dubbeldäckad hängglidare i full skala. 1920 ställde ha upp i flygtävlingar vid Wasserkuppe med sin glidare och vann Fokkerpriset och Rumplerpriset. Pelzner lärde känna Douglas Hamilton sommaren 1923, och de båda flygarna fann varandra. De utarbetade planer för Hamiltons Öresundsflygning senare under året, och Pelzner följde med till Helsingborg för att preparera flygplanet. Bland annat tätade han flygplanskroppen så att det skulle tåla en vattenlandning.
På försommaren 1925 återvände Pelzner till Sverige med sin egenkonstruerade flygande vinge samt en Pelzner Simplex Sitzgleiter, som skulle bli skolflygplan i Pelzner och Hamiltons civila flygskola. Skolan startades i Halmstad och för de första flygningarna byggdes lokalt en Pelzner P 1, som var en dubbeldäckad hängglidare med variabel vingyta på 12-16 m2. Senare kom den att ersättas av en Pelzner P 2 sittglidare. Utöver P 1 och P 2 användes även Hamiltons Espenlaub E 4 samt ett midgevingat monosegelflygplan Pelzner P 4 som byggts i Halmstad under året. Efter att skolan flyttat runt mellan Göteborg och Vitemölla på Österlen etablerade man sig hösten 1926 vid Hammars backar strax öster om Ystad, där Pelzner var förste flyglärare. Här konstruerade och byggde han sitt första motorflygplan Pelzner P 70. Flygplanet var högvingat och vingen kunde vid marktransport vridas 90 grader för att underlätta transporter efter bil på vanliga vägar. Spännvidden var 10,4 meter och flygplanet var utrustat med en 2-cylindrig motorcykelmotor på 16 hkr. 24 januari 1928 kommer Nils Söderberg för att utföra luftfartsverkets flygprov. Eftersom frigången mellan vingen och sittbrunnen var mycket begränsad kunde inte Söderberg komma in i flygplanet utan att vingen först monterades bort; vid ett eventuellt haveri skulle han ha suttit fast. Den tekniska besiktningen och godkännandet gjordes 27 februari 1928 av Henry Kjellson.
Under 1929 konstruerade Pelzner och Hamilton flygplanet P 158 H II som står för Pelzner 158 och Hamilton 2. Flygplanet var ett monoplan med vingen monterad på en kort gondol som var fäst på flygkroppens ovansida. Som motor valdes en Douglas motorcykelmotor på 16 hkr, spännvidden var 9,5 meter, vingytan 14 m2 och med en tomvikt på 110 kg.
Under 1930 beslutade sig Pelzner och Hamilton att gå skilda vägar, och Pelzner drev skolan vidare ensam. Han konstruerade och byggde flygplanet Göken som var ett högvingat motorflygplan med en öppen svetsad rörkonstruktion som flygkropp. Han inleder även ett samarbete med Lennart Hemminger och de bildar tillsammans Flygtekniska Försöksinstitutet Aeolus där de skulle konstruera och utprova nya flygplan inför flygutställningen ILIS i Stockholm 1931. Första konstruktionen blev TP 171 en liten dubbeldäckare försedd med en tvåtakts Hirth-motor på 24 hkr. Vingarna byggdes av faner på träbalkar medan flygkroppen bestod av en svetsad stålrörskonstruktion. Fram till 1935 hade han hunnit konstruera 227 glid- och segelflygplan och tre motorflygplan.
1935 sålde Pelzner sina tillgångar i Sverige till Hamilton och återvände till Tyskland, där han tillfälligt arbetade som flygbesiktningsman. Han sökte in till den Flygtekniska anstalten i Adlershof i Berlin, och fick efter studierna arbete som teknisk chef vid en flygfabrik i Neubiberg. 1938 blev han inkallad i Luftwaffe som Flieger-Hauptingeniör och blev teknisk chef för Luftwaffes Luftflotte 3 i München. Han förflyttades 1939 till samma tjänst i Wiesbaden och från 1940 i Norge som teknisk rådgivare till chefen för de tyska luftstridskrafterna i Nordnorge och Nordfinland. 1942 placerades han som stabsingenjör och referent till chefen för truppteknik i Berlin. Efter krigsslutet arbetade han tillsammans med Wolf Hirth i Nabern-Teck för att lösa problematiken med den flygande vingen. Efter pensionen 1962 bedrev han forskning och konstruktionsarbete med muskeldrivna flygplan.